# Campionato cileno di scacchi
Il campionato cileno di scacchi (Campeonato de Chile de ajedrez) si svolge dal 1920 in Cile per determinare il campione nazionale di scacchi. Dal 2010 si svolge anche il campionato femminile.
Entrambi i campionati sono organizzati dalla Federacion Nacional de Ajedrez de Chile (FENAC).
Dal 2004 al 2008 si svolsero anche quattro campionati organizzati dalla Federación Deportiva de Ajedrez de Chile (FEDAC).

## Albo dei vincitori

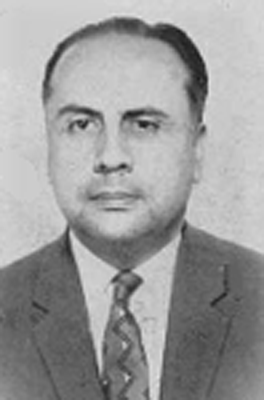
Rodrigo Flores, vincitore di 11 campionati cileni.

| Anno | Vincitore                                          |
| ---- | -------------------------------------------------- |
| 1920 | Carlos Peralta                                     |
| 1922 | Otto Junge                                         |
| 1924 | Mariano Castillo                                   |
| 1926 | Mariano Castillo                                   |
| 1927 | Mariano Castillo                                   |
| 1929 | Mariano Castillo                                   |
| 1931 | Rodrigo Flores                                     |
| 1932 | Enrique Reed                                       |
| 1934 | Mariano Castillo                                   |
| 1935 | Rodrigo Flores                                     |
| 1937 | Julio Salas Romo                                   |
| 1938 | Rodrigo Flores                                     |
| 1940 | Mariano Castillo                                   |
| 1941 | Rodrigo Flores                                     |
| 1944 | Rodrigo Flores                                     |
| 1946 | Tulio Pizzi                                        |
| 1948 | Mariano Castillo                                   |
| 1949 | Mariano Castillo                                   |
| 1950 | Rodrigo Flores                                     |
| 1951 | Rodrigo Flores                                     |
| 1952 | Rodrigo Flores                                     |
| 1953 | Mariano Castillo                                   |
| 1954 | Julio Salas Romo                                   |
| 1955 | Julio Salas Romo                                   |
| 1956 | Rodrigo Flores                                     |
| 1957 | René Letelier                                      |
| 1958 | Moisés Stekel                                      |
| 1959 | René Letelier                                      |
| 1960 | René Letelier                                      |
| 1961 | Rodrigo Flores                                     |
| 1962 | Julio Salas Romo                                   |
| 1964 | René Letelier                                      |
| 1965 | Rodrigo Flores                                     |
| 1966 | Walter Ader Hausman                                |
| 1968 | David Godoy Bugueño                                |
| 1969 | Carlos Silva Sánchez                               |
| 1970 | Pedro Donoso Velasco                               |
| 1971 | Carlos Silva Sánchez                               |
| 1972 | René Letelier                                      |
| 1974 | Carlos Silva Sánchez                               |
| 1975 | Carlos Silva Sánchez                               |
| 1976 | Carlos Silva Sánchez                               |
| 1977 | Pedro Donoso Velasco                               |
| 1978 | Pedro Donoso Velasco                               |
| 1979 | Javier Campos Moreno                               |
| 1980 | Javier Campos Moreno                               |
| 1981 | Iván Morovic                                       |
| 1982 | Roberto Cifuentes                                  |
| 1983 | Roberto Cifuentes                                  |
| 1984 | Roberto Cifuentes                                  |
| 1985 | Roberto Cifuentes                                  |
| 1986 | Roberto Cifuentes                                  |
| 1987 | Fernando Rosa                                      |
| 1988 | Cristhian Montero Martinez                         |
| 1989 | Rodrigo Vasquez Schroder                           |
| 1990 | Rodrigo Vásquez Schroder                           |
| 1991 | Jorge Egger Mancilla                               |
| 1992 | Rodrigo Vasquez Schroder                           |
| 1993 | Christian Michel                                   |
| 1994 | Eduardo Arancibia                                  |
| 1995 | Luis Rojas Keim                                    |
| 1996 | Jorge Egger Mancilla                               |
| 1997 | Luis Valenzuela Fuentealba                         |
| 1998 | Christian Michel Yunis                             |
| 1999 | Jorge Egger Mancilla                               |
| 2000 | Miguel Lobos Barrenechea                           |
| 2001 | Luis Valenzuela Fuentealba                         |
| 2002 | Luis Rojas Keim                                    |
| 2003 | Luis Dobson Aguilar                                |
| 2004 | Rodrigo Vasquez Schroder Luis Rojas Keim (FEDAC)   |
| 2005 | Alvaro Valdés Escobar Mauricio Flores Ríos (FEDAC) |
| 2006 | Eduardo A. Guzmán Mauricio Flores Ríos (FEDAC)     |
| 2007 | Mauricio Flores Ríos                               |
| 2008 | Hugo López Silva Robert Diaz Villagran (FEDAC)     |
| 2009 | Rodrigo Vasquez Schroder                           |
| 2010 | Alvaro Valdés Escobar                              |
| 2011 | Pablo Salinas Herrera                              |
| 2012 | Pablo Salinas Herrera                              |
| 2013 | Rodrigo Vasquez Schroder                           |
| 2014 | Cristóbal Henríquez                                |
| 2015 | Matias Perez Gormaz                                |
| 2016 | Luis Valenzuela Fuentealba                         |
| 2017 | Cristóbal Henríquez                                |
| 2018 | Cristóbal Henríquez                                |
| 2019 | Pablo Salinas Herrera                              |
| 2020 | non disputato per Covid-19                         |
| 2021 | Pablo Salinas Herrera                              |
| 2022 | Pablo Salinas Herrera                              |
| 2023 | Pablo Salinas Herrera                              |
| 2024 | Cristóbal Henriquez Villagra                       |

| Anno | Vincitrice                 |
| ---- | -------------------------- |
| 2010 | Damaris Abarca González    |
| 2011 | María José Pradenas        |
| 2012 | Damaris Abarca González    |
| 2013 | Valentina Cabello          |
| 2014 | Damaris Abarca González    |
| 2015 | Constanza Bernal Hurtado   |
| 2016 | Valentina Cabello          |
| 2017 | Sofia Pinilla Delgado      |
| 2018 | Valentina Cabello          |
| 2019 | Damaris Abarca González    |
| 2020 | non disputato per Covid-19 |
| 2021 | Javiera Gómez Barrera      |
| 2022 | Javiera Gómez Herrera      |
| 2023 | Damaris Abarca Gonzalez    |
| 2024 | Valentina Jorquera Cabello |

## Campione si scacchi per corrispondenza
1. Osvaldo Latorre Astudillo (1966-1968)
2. Aldo Colombo (1971-1972)
3. Roberto Aravire Flores (1976-1977)
4. Ives Arancibia Morales (2007-2008)  [3]